# Nighttime Birds
Albums de The Gathering
Mandylion
(1995) How to Measure a Planet?
(1998)
Singles
1. Kevin's Telescope
Sortie : 1997
2. The May Song
Sortie : 1997

Nighttime Birds est le quatrième album studio du groupe de rock néerlandais, The Gathering. Il est sorti le 6 juin 1997 sur le label Century Media Records et a été produit par le groupe et Siggi Bemm.

## Historique
Cet album fut enregistré en Allemagne dans les studios Woodhouse à Hagen entre le 17 février et le 15 mars 1997. Il est le dernier album du groupe avec le guitariste Jelmer  Viersma.
Il se classa à la 12e place des charts néerlandais. En 2007, il sera réédité sous forme de double compact disc.

## Liste des titres

### Album original
- Toutes les musiques sont signés par le groupe, les paroles sont signées par Anneke van Giersbergen suf indications.

| No | Titre                    | Durée |
| -- | ------------------------ | ----- |
| 1. | On Most Surfaces (Inuït) | 6:55  |
| 2. | Confusion                | 6:33  |
| 3. | The May Song             | 3:45  |
| 4. | The Earth Is My Witness  | 5:31  |
| 5. | New Moon, Different Day  | 6:07  |
| 6. | Third Chance             | 5:23  |
| 7. | Kevin's Telescope        | 3:23  |
| 8. | Nighttime Birds          | 7:00  |
| 9. | Shrink                   | 4:00  |

### Réedition 2007
Disc 1
| No  | Titre                                                  | Durée |
| --- | ------------------------------------------------------ | ----- |
| 1.  | On Most Surfaces (Inuït)                               | 6:55  |
| 2.  | Confusion                                              | 6:33  |
| 3.  | The May Song                                           | 3:45  |
| 4.  | The Earth Is My Witness                                | 5:31  |
| 5.  | New Moon, Different Day                                | 6:07  |
| 6.  | Third Chance                                           | 5:23  |
| 7.  | Kevin's Telescope                                      | 3:23  |
| 8.  | Nighttime Birds                                        | 7:00  |
| 9.  | Shrink                                                 | 4:00  |
| 10. | The May Song (Radio Edit)                              | 3:50  |
| 11. | The Earth Is My Witness (Edit)                         | 4:14  |
| 12. | Confusion (live in Krakow, Poland, 1997)               | 7:08  |
| 13. | The May Song (live in Krakow, Poland, 1997)            | 3:32  |
| 14. | New Moon, Different Day (live in Krakow, Poland, 1997) | 6:03  |
| 15. | Adrenaline (live in Krakow, Poland, 1997)              | 4:06  |

- Les titres 1 à 9 proviennent de l'album original
- Les titres 10 & 11 proviennent du Ep The May Song
- Les titres 12 à 15 proviennent du DVD In Motion

Disc 2
| No  | Titre                                                              | Auteur                      | Durée |
| --- | ------------------------------------------------------------------ | --------------------------- | ----- |
| 1.  | New Moon, Different Day (démo)                                     |                             | 6:18  |
| 2.  | Kevin's Telescope (démo instrumentale)                             |                             | 4:47  |
| 3.  | Shrink (démo)                                                      |                             | 3:59  |
| 4.  | The Earth Is My Witness (démo)                                     |                             | 6:09  |
| 5.  | Diamond Box (démo instrumentale)                                   |                             | 4:41  |
| 6.  | Nighttime Birds (démo)                                             |                             | 7:02  |
| 7.  | On Most Surfaces (démo)                                            |                             | 7:30  |
| 8.  | Hjelmar's (démo instrumentale)                                     |                             | 1:35  |
| 9.  | In Power We Entrust the Love Advocated (reprise de Dead Can Dance) | Lisa Gerrard, Brendan Perry | 4:05  |
| 10. | When the Sun Hits (reprise de Slowdive)                            | Neil Halstead               | 4:52  |
| 11. | Confusion (EROC remix)                                             |                             | 7:16  |
| 12. | Shrink (alternate version)                                         |                             | 2:14  |
| 13. | Adrenaline                                                         |                             | 4:15  |
| 14. | Third Chance (alternate version)                                   |                             | 5:37  |

- les titres 1 à 8 proviennent des démos enregistrés en novembre 1996 aux Woodhouse studios pendant les sessions de l'album et mixés par EROC (Joachim Heinz Ehrig).
- Les titres 9 & 10 furent enregistrés du 1 au 4 septembre 1997 au S&K studio de Doetinchem aux Pays-Bas et figurent sur l'Ep Kevin's Telescope
- Confusion, remixé par EROC, provient de l'Ep Kevin's Telescope
- Shrink, provient du single Liberty Bell
- Les titres 13 & 14 proviennent de l'Ep Adrenaline/Leaves

## Musiciens
- Anneke van Giersbergen: chant
- René Van Rutten: guitares
- Hans Rutten: batterie, percussions
- Hugo Prinsen Geerligs: basse
- Jelmer  Viersma: guitares
- Frank Boeijen: synthétiseurs, piano à queue

## Charts
Album
| Pays      | Durée du classement | Meilleur classement |
| --------- | ------------------- | ------------------- |
| Allemagne | 3 semaines          | 80e                 |
| Finlande  | 4 semaines          | 32e                 |
| Pays-Bas  | 10 semaines         | 12e                 |

Singles
| Année | Single       | Chart    | Durée du classement | Position |
| ----- | ------------ | -------- | ------------------- | -------- |
| 1997  | The May Song | SV Lista | 1 semaine           | 17e      |